# Кирпичный (Тихорецкий район)
Кирпи́чный — посёлок в Тихорецком районе Краснодарского края России.
Входит в состав Алексеевского сельского поселения.

## Этимология
Назван в честь образованного неподалёку кирпичного завода Тихорецкого района.

## Население
| 2002 | 2010 |
| ---- | ---- |
| 45   | ↘38  |

## Улицы
- ул. Алексеевская,
- ул. Кирпичная[5].